# Cicada 3301
Cicada 3301 je přezdívka pro skupinu či organizaci, která v letech 2012 až 2015 zveřejňovala na stránce 4chan složité hádanky. Cílem publikování hádanek bylo, jak jejich vydavatelé uvedli, najít vysoce inteligentní jedince a zlepšit soukromí a bezpečnost na internetu. Název Cicada 3301 je odvozen od obrázků cikád, které se v hádankách objevovaly a kvůli podpisu autorů – 3301. Hádanky skrývaly tajné zprávy a odkazy na nejrůznější weby či knihy a šifry v nich. Každé kolo, při němž byla vydána jedna hádanka, bylo uzavřeno vždy vydáním souřadnic na místa v nejrůznějších státech, na kterých se nalézaly plakáty s cikádami a QR kódy. Cicada 3301 se velmi rychle stala fenoménem, kterému se věnovala různá média i youtubeři a dokonce i odborníci. Podle informací, které poskytli vydavatelé Cicady 3301, byl původní cíl dosažen, bylo nalezeno deset inteligentních jedinců, jejich jména jsou však neznámá.

## První hádanka
První hádanka byla 4. února 2012 nalezena na platformě 4chan, kde ji zveřejnil neznámý uživatel pod přezdívkou 3301. Jednalo se o zdánlivě obyčejný obrázek, který oznamoval zahájení projektu, ve kterém se hledají vysoce inteligentní jedinci. Netrvalo to dlouho a velmi brzy došlo k zjištění, že po otevření obrázku v textovém editoru mohl uživatel nalézt skrytou šifru. Šifra odkazovala na obrázek kachny, který odkazoval na další obrázek. V posledním obrázku byly skryty odkazy na platformu Reddit a souřadnice ke knize. Po rozšifrování bylo zjištěno, že se jedná o knihu Mabinogon, kde s použitím rozšifrovací metody stránka-řádek-písmeno bylo možné najít telefonní číslo obsahující předem nahranou zprávu. Zpráva oznamovala, že pro nalezení další indicie je potřeba najít další dvě čísla, spolu je vynásobit s číslem 3301 a na jejich konec vložit doménu .com.
Těmito zbývajícími čísly byla čísla 509 a 503, tedy šířka a výška původního obrázku. Po přidání domény .com za výsledek 845145127 byl uživatel přesměrován na stránku s odpočtem 84 hodin a obrázkem cikády. Po skončení odpočtu stránka zobrazila geografické souřadnice odkazující na různá místa v Polsku, Francii ad., na kterých byly na pouliční lampy přilepeny papíry s obrázky cikád a QR kódy. Ty odkazovaly na stránku s úryvky z knihy Agriba: The book of a death spisovatele Williama Gibsona. V textu se nalézala šifra sq6wmgv2zcsrrix6t.onion, což byl odkaz na stránku v rámci deep webu, kam je možné se dostat pouze se speciálním internetovým prohlížečem. Na odkazu se nalézala zpráva s požadavkem o otevření hot mail účtu. Tam našli uživatelé zprávy s náhodnými slovy a ukrytou šifrou. Po měsíci bylo vydáno stanovisko na platformě 4chan, že organizace nalezla lidi, které hledala a že účelem hádanek bylo zlepšení bezpečnosti a soukromí na internetu.

## Druhá a třetí hádanka
Po roce se Cicada 3301 objevila znova a se složitější hádankou. Tentokrát se v ní nalézal zvukový soubor, který odkazoval na Twitter účet obsahující pouze jeden příspěvek – obrázek s abecední tabulkou různých znaků, která měla sloužit k dešifrování „něčeho“. Opět i v tomto kole došlo k vyvěšování plakátů s QR kódy. Jaké hádanky následovaly již není jasné. Jediné, co jasné je, je nalezení další jedinců organizací.
V roce 2015 bylo vyhlášeno třetí kolo, které se nijak moc nelišilo od kol předchozích. Tentokrát bylo odkázáno na knihu Liber Primus (První kniha) od neznámého autora. Kniha však obsahovala obrázky cikád a znaky z tabulky z Twitterového účtu. Je možné, že autorem knihy tak byl někdo od Cicady 3301. Diskuze o tom, že kniha již musela být přeložena, byla uzavřena potvrzením z roku 2016.

## Teorie, vysvětlení, ohlas
Kdo za projektem stojí a co bylo jeho cílem není známo dosud. Vynořily se teorie, že celý projekt, jehož cílem mělo být nalezení vysoce inteligentních jedinců a zlepšení bezpečnosti na internetu, byl náborovou akcí CIA či obdobné organizace, to nebylo však potvrzeno.
Projekt způsobil na internetu obrovský zájem a rozruch, velká spousta uživatelů se účastnila luštění hádanek. Tématu se věnovaly i některé televizní pořady či periodika, dokonce byl na motivy tohoto projektu vytvořen film Dark Web: Cicada 3301, který měl premiéru v roce 2021.